# XIII Giochi paralimpici estivi
I XIII Giochi paralimpici estivi si sono svolti a Pechino, Cina; hanno avuto inizio il 6 settembre e sono giunti a conclusione il 17 settembre 2008. Nella stessa località si è svolta la XXIX Olimpiade dall'8 al 24 agosto 2008. Come per le XXIX Olimpiade, gli eventi equestri saranno tenuti ad Hong Kong, mentre quelli di navigazione a Qingdao. Il 26 giugno, 2005, il comitato olimpico di Pechino ha annunciato che lo slogan per le Olimpiadi 2008 sarà “un mondo, un sogno" (Cinese semplificato: 同一个世界同一个梦想; Cinese tradizionale: 同一個世界同一個夢想). Lo stesso slogan è stato usato alla XXIX Olimpiade.
Il 24 agosto, 2008, Tang Xiaoquan, vicepresidente esecutivo del Comitato Organizzatore di Pechino per i Giochi Olimpici (BOCOG), ha annunciato che oltre 4.200 atleti da oltre 140 Paesi, prenderanno parte all'evento. Questo è stato il più grande numero di partecipanti mai avuto ai Giochi paralimpici (dodici più di Atene 2004) e parecchi Paesi quindi si sono fatti concorrenza per la prima volta.

## Assegnazione

Il motto e l'emblema dei XIII Giochi paralimpici estivi

Le Paralimpiadi estive 2008 sono state assegnate a Pechino il 13 luglio 2001 durante il 112º congresso del Comitato Olimpico Internazionale (CIO) svoltosi a Mosca (Russia).
In quella sede i delegati del CIO furono chiamati a votare tra le cinque città candidate selezionate come finaliste: Istanbul (Turchia), Osaka (Giappone), Parigi (Francia), Pechino (Cina), Toronto (Canada). Altre cinque candidature erano già state scartate in precedenza dal CIO: Bangkok (Thailandia), Il Cairo (Egitto), Kuala Lumpur (Malaysia), L'Avana (Cuba), Siviglia (Spagna).
Al primo turno di votazione Osaka venne subito eliminata, avendo ottenuto solo 6 voti. Al secondo turno Pechino ottenne la maggioranza assoluta con 56 voti, contro i 22 di Toronto, i 18 di Parigi, e i 9 di Istanbul.

## Sviluppo e preparazione

### Sedi di gara
Diciannove sedi olimpiche, diciassette a Pechino, una ad Hong Kong ed una all'interno di Qingdao, sono state scelte per la XIII Paralimpiade.
1. Stadio Nazionale di Pechino
2. Centro Acquatico Nazionale di Pechino
3. Stadio Coperto Nazionale di Pechino
4. Olympic Green Convention Center
5. Olympic Green Archery Field
6. Olympic Green Hockey Field
7. Olympic Green Tennis Center
8. Peking University Gymnasium
9. Beihang University Gymnasium
10. China Agricultural University Gymnasium
11. Beijing Science and Technology University Gymnasium
12. Beijing Institute of Technology Gymnasium
13. Beijing Shooting Range Hall
14. Laoshan Mountain Bike Course
15. Workers Indoor Arena
16. Shunyi Olympic Rowing-Canoeing Park
17. Triathlon Venue
18. Hong Kong Sports Institute
19. Centro velico internazionale di Qingdao

### Simboli

#### Emblema

La mascotte Lele

L'emblema "Sky, Earth, and Human Beings" (Cielo, Terra e Esseri Umani) (Cinese semplificato: 天、地、人), è un carattere cinese multicolore "之" (pinyin: lo zhī), stilizzato come figura atletica in movimento. Il rosso, il blu e il verde nell'emblema, rappresentano rispettivamente il sole, il cielo e la Terra.

#### Slogan
Lo slogan rimane lo stesso della XXIX Olimpiade, ovvero "One World, One Dream".

#### Mascotte
La mascotte è una mucca chiamata Fu Niu Lele (Cinese semplificato: 福牛乐乐), e vuol dire "Bue felice e fortunato".

#### Inno
La canzone di tema è cantata dal cantonese Andy Lau, e si intitola "Everyone is No.1"

## I Giochi

### Paesi partecipanti
- Afghanistan
- Algeria
- Angola
- Argentina
- Armenia
- Australia
- Austria
- Azerbaigian
- Bahrein
- Bangladesh
- Barbados
- Belgio
- Benin
- Bermuda
- Bielorussia
- Birmania
- Bosnia ed Erzegovina
- Botswana
- Brasile
- Bulgaria
- Burkina Faso
- Burundi
- Cambogia
- Canada
- Capo Verde
- Cile
- Cina
- Cipro
- Colombia
- Corea del Sud
- Costa d'Avorio
- Costa Rica
- Croazia
- Cuba
- Danimarca
- Ecuador
- Egitto

- El Salvador
- Emirati Arabi Uniti
- Estonia
- Etiopia
- Figi
- Filippine
- Finlandia
- Francia
- Gabon
- Georgia
- Germania
- Ghana
- Giappone
- Giamaica
- Giordania
- Gran Bretagna
- Grecia
- Guatemala
- Guinea
- Haiti
- Hong Kong
- Islanda
- India
- Indonesia
- Iran
- Iraq
- Irlanda
- Israele
- Italia
- Kazakistan
- Kenya
- Kuwait
- Kirghizistan
- Laos
- Lettonia
- Lituania
- Malaysia

- Malta
- Messico
- Marocco
- Nuova Zelanda
- Norvegia
- Paesi Bassi
- Papua Nuova Guinea
- Perù
- Polonia
- Portogallo
- Porto Rico
- Ruanda
- Serbia
- Singapore
- Slovacchia
- Slovenia
- Sudafrica
- Spagna
- Stati Uniti
- Svezia
- Svizzera
- Tagikistan
- Tanzania
- Thailandia
- Timor Est
- Tunisia
- Turchia
- Ucraina
- Ungheria
- Uruguay
- Vietnam
- Zambia
- Zimbabwe

### Discipline
Nel programma dei XIII Giochi paralimpici estivi sono apparse venti discipline. Il canottaggio ha fatto la sua prima apparizione in competizione.
- Atletica leggera
- Bocce
- Calcio a 5 per ciechi
- Calcio a 7-un-lato
- Canottaggio

- Ciclismo
- Equitazione
- Goalball
- Judo
- Nuoto

- Pallacanestro in carrozzina
- Pallavolo
- Rugby in carrozzina
- Scherma in carrozzina
- Sollevamento pesi

- Tennis in carrozzina
- Tennistavolo
- Tiro a volo/segno
- Tiro con l'arco
- Vela

### Calendario degli eventi
|  | Cerimonia di apertura |  | Competizioni |  | Finali |  | Cerimonia di chiusura |

| Settembre                   | 6 Sa | 7 Do | 8 Lu | 9 Ma | 10 Me | 11 Gi | 12 Ve | 13 Sa | 14 Do | 15 Lu | 16 Ma | 17 Me |
| --------------------------- | ---- | ---- | ---- | ---- | ----- | ----- | ----- | ----- | ----- | ----- | ----- | ----- |
| Atletica leggera            |      |      |      |      |       |       |       |       |       |       |       |       |
| Bocce                       |      |      |      |      |       |       |       |       |       |       |       |       |
| Calcio a 5 per ciechi       |      |      |      |      |       |       |       |       |       |       |       |       |
| Calcio a 7-un-lato          |      |      |      |      |       |       |       |       |       |       |       |       |
| Canottaggio                 |      |      |      |      |       |       |       |       |       |       |       |       |
| Ciclismo                    |      |      |      |      |       |       |       |       |       |       |       |       |
| Equitazione                 |      |      |      |      |       |       |       |       |       |       |       |       |
| Goalball                    |      |      |      |      |       |       |       |       |       |       |       |       |
| Judo                        |      |      |      |      |       |       |       |       |       |       |       |       |
| Nuoto                       |      |      |      |      |       |       |       |       |       |       |       |       |
| Pallacanestro in carrozzina |      |      |      |      |       |       |       |       |       |       |       |       |
| Pallavolo                   |      |      |      |      |       |       |       |       |       |       |       |       |
| Rugby in carrozzina         |      |      |      |      |       |       |       |       |       |       |       |       |
| Scherma in carrozzina       |      |      |      |      |       |       |       |       |       |       |       |       |
| Sollevamento pesi           |      |      |      |      |       |       |       |       |       |       |       |       |
| Tennis in carrozzina        |      |      |      |      |       |       |       |       |       |       |       |       |
| Tennistavolo                |      |      |      |      |       |       |       |       |       |       |       |       |
| Tiro a volo/segno           |      |      |      |      |       |       |       |       |       |       |       |       |
| Tiro con l'arco             |      |      |      |      |       |       |       |       |       |       |       |       |
| Vela                        |      |      |      |      |       |       |       |       |       |       |       |       |
| Cerimonie                   |      |      |      |      |       |       |       |       |       |       |       |       |
| Settembre                   | 6 Sa | 7 Do | 8 Lu | 9 Ma | 10 Me | 11 Gi | 12 Ve | 13 Sa | 14 Do | 15 Lu | 16 Ma | 17 Me |

### Cerimonia di apertura
La cerimonia di apertura per la XIII Paralimpiade è avvenuta il 6 settembre 2008. Come nei Giochi Olimpici precedentemente avvenuti, c'è stata una parata delle nazioni, ognuno con una bandierina. I portatori della propria bandiera scelti sono:
 Argentina
Silvio Velo (Calcio 5 per ciechi)
 Cile
Robinson Méndez (Tennis)
 Figi
Ranjesh Prakash (Atletica)
 Francia
Assia El Hannouni (Atletica)
 Irlanda
Patrice Dockery (Atletica)
 Israele
Yizhar Cohen (Nuoto)
 Singapore
Desiree Lim (Vela)
 Spagna
David Casinos (Athletics)
 Italia
Cecilia Camellini (Nuoto)

## Medagliere
Di seguito, il medagliere delle prime dieci posizioni.
  Nazione ospitante
| Posiz. | Paese         | Oro | Argento | Bronzo | Totale |
| ------ | ------------- | --- | ------- | ------ | ------ |
| 1      | Cina          | 89  | 70      | 52     | 211    |
| 2      | Gran Bretagna | 42  | 29      | 31     | 102    |
| 3      | Stati Uniti   | 36  | 35      | 28     | 99     |
| 4      | Ucraina       | 24  | 18      | 32     | 74     |
| 5      | Australia     | 23  | 29      | 27     | 79     |
| 6      | Sudafrica     | 21  | 3       | 6      | 30     |
| 7      | Canada        | 19  | 10      | 21     | 50     |
| 8      | Russia        | 18  | 23      | 22     | 63     |
| 9      | Brasile       | 16  | 14      | 17     | 47     |
| 10     | Spagna        | 15  | 21      | 22     | 58     |